# Freuet Euch des Lebens
Freut euche des Lebens (Godetevi la vita) op. 340, è un valzer di Johann Strauss II.
Johann Strauss dedicò il suo valzer Freut euch des Lebens alla società viennese degli amici della musica (Gesellschaft der Musikfreunde), e diresse la prima del brano al ballo per l'inaugurazione della Sala d'oro del Musikverein di Vienna, il 15 gennaio 1870.
Appena 10 giorni prima l'imperatore Francesco Giuseppe aveva inaugurato l'edificio, il cui inizio dei lavori risaliva al 1867, opera dell'architetto Theophil Hansen. Ogni anno, in questo edificio, si svolge il tradizionale Concerto di Capodanno dei Wiener Philharmoniker (l'edificio stesso è sede dell'orchestra).
Tutti e tre i fratelli Strauss, Johann, Josef e Eduard, composero un brano appositamente per l'occasione, ma soltanto il valzer di Johann Strauss ebbe subito grande popolarità.
Il titolo del valzer si rifà ad una frase di Johann Strauss in persona:
(Johann Strauss)

valzer 1